# Tour de Norvège féminin 2015
La 2e édition du Tour de Norvège féminin a lieu du 15 août au 16 août 2015. La course fait partie du calendrier UCI féminin en catégorie 2.2. Par ailleurs, un critérium est disputé en ouverture le 14 août. Il ne compte néanmoins pas pour le classement général.
Après le critérium remporté par Shelley Olds, la première étape est marquée l'échappée de Megan Guarnier et d'Amanda Spratt. La première remporte l'étape et s'empare du maillot jaune. La dernière étape se conclut par un sprint massif où Shelley Olds se montre la plus rapide. Megan Guarnier remporte l'épreuve devant Shelley Olds et Amanda Spratt. Shelley Olds s'impose au classement par points, Evelyn Stevens sur celui de la montagne et Amalie Dideriksen au classement de la meilleure jeune. Boels Dolmans est la meilleure équipe.

## Étapes
| Étape     | Date    | Villes étapes                    | type            | Distance (km) | Vainqueur d'étape | Leader du classement général |
| --------- | ------- | -------------------------------- | --------------- | ------------- | ----------------- | ---------------------------- |
| 1re étape | 15 août | Strömstad – Halden               | étape de plaine | 112           | Megan Guarnier    | Megan Guarnier               |
| 2e étape  | 16 août | Vieux pont de Svinesund – Halden | étape de plaine | 109,2         | Shelley Olds      | Megan Guarnier               |

## Déroulement de la course

### Critérium (hors Tour),28kmà Halden
| \| Classement de l'étape \| Classement de l'étape \| Classement de l'étape \| Classement de l'étape \| Classement de l'étape \| \| Coureur \| Coureur \| Pays \| Équipe \| Temps \| \| --------------------- \| ------------------------- \| --------------------- \| --------------------- \| --------------------- \| \| 1re \| Shelley Olds \| États-Unis \| Alé Cipollini \| 39 min 21 s \| \| 2e \| Emma Johansson \| Suède \| Orica-AIS \| + 0 s \| \| 3e \| Katarzyna Pawłowska \| Pologne \| Boels Dolmans \| + 0 s \| \| 4e \| Jeanne Korevaar \| Pays-Bas \| Rabo Liv Women \| + 0 s \| \| 5e \| Valentina Scandolara \| Italie \| Orica-AIS \| + 1 min 00 s \| \| 6e \| Amalie Dideriksen \| Danemark \| Boels Dolmans \| + 1 min 00 s \| \| 7e \| Camilla Møllebro Pedersen \| Danemark \| BMS BIRN \| + 1 min 00 s \| \| 8e \| Emilia Fahlin \| Suède \| Suède \| + 1 min 00 s \| \| 9e \| Sara Mustonen \| Suède \| Suède \| + 1 min 00 s \| \| 10e \| Maria Giulia Confalonieri \| Italie \| Alé Cipollini \| + 1 min 00 s \| |                           |            |                |              |
| |                           |            |                |              |
| |                           |            |                |              |
| Classement de l'étape |                           |            |                |              |
| Coureur | Coureur                   | Pays       | Équipe         | Temps        |
| 1re | Shelley Olds              | États-Unis | Alé Cipollini  | 39 min 21 s  |
| 2e | Emma Johansson            | Suède      | Orica-AIS      | + 0 s        |
| 3e | Katarzyna Pawłowska       | Pologne    | Boels Dolmans  | + 0 s        |
| 4e | Jeanne Korevaar           | Pays-Bas   | Rabo Liv Women | + 0 s        |
| 5e | Valentina Scandolara      | Italie     | Orica-AIS      | + 1 min 00 s |
| 6e | Amalie Dideriksen         | Danemark   | Boels Dolmans  | + 1 min 00 s |
| 7e | Camilla Møllebro Pedersen | Danemark   | BMS BIRN       | + 1 min 00 s |
| 8e | Emilia Fahlin             | Suède      | Suède          | + 1 min 00 s |
| 9e | Sara Mustonen             | Suède      | Suède          | + 1 min 00 s |
| 10e | Maria Giulia Confalonieri | Italie     | Alé Cipollini  | + 1 min 00 s |

### 1reétape
Megan Guarnier attaque à cinquante kilomètres de l'arrivée et est accompagnée d'Amanda Spratt. Elle la bat au sprint et prend la tête du classement général. Derrière, Valentina Scandolara gagne le sprint pour la troisième place,. 
| \| Classement de l'étape \| Classement de l'étape \| Classement de l'étape \| Classement de l'étape \| Classement de l'étape \| \| Coureur \| Coureur \| Pays \| Équipe \| Temps \| \| --------------------- \| --------------------- \| --------------------- \| --------------------- \| --------------------- \| \| 1re \| Megan Guarnier \| États-Unis \| Boels Dolmans \| 3 h 02 min 08 s \| \| 2e \| Amanda Spratt \| Australie \| Orica-AIS \| + 1 s \| \| 3e \| Valentina Scandolara \| Italie \| Orica-AIS \| + 8 s \| \| 4e \| Shelley Olds \| États-Unis \| Alé Cipollini \| + 8 s \| \| 5e \| Emilia Fahlin \| Suède \| Suède \| + 8 s \| \| 6e \| Emma Johansson \| Suède \| Orica-AIS \| + 8 s \| \| 7e \| Charlotte Becker \| Allemagne \| Hitec Products \| + 8 s \| \| 8e \| Christine Majerus \| Luxembourg \| Boels Dolmans \| + 8 s \| \| 9e \| Tatiana Guderzo \| Italie \| Hitec Products \| + 8 s \| \| 10e \| Amalie Dideriksen \| Danemark \| Boels Dolmans \| + 8 s \| |                      |            |                |                 |
| |                      |            |                |                 |
| Source : ProCyclingStats |                      |            |                |                 |
| Classement de l'étape |                      |            |                |                 |
| Coureur | Coureur              | Pays       | Équipe         | Temps           |
| 1re | Megan Guarnier       | États-Unis | Boels Dolmans  | 3 h 02 min 08 s |
| 2e | Amanda Spratt        | Australie  | Orica-AIS      | + 1 s           |
| 3e | Valentina Scandolara | Italie     | Orica-AIS      | + 8 s           |
| 4e | Shelley Olds         | États-Unis | Alé Cipollini  | + 8 s           |
| 5e | Emilia Fahlin        | Suède      | Suède          | + 8 s           |
| 6e | Emma Johansson       | Suède      | Orica-AIS      | + 8 s           |
| 7e | Charlotte Becker     | Allemagne  | Hitec Products | + 8 s           |
| 8e | Christine Majerus    | Luxembourg | Boels Dolmans  | + 8 s           |
| 9e | Tatiana Guderzo      | Italie     | Hitec Products | + 8 s           |
| 10e | Amalie Dideriksen    | Danemark   | Boels Dolmans  | + 8 s           |

| \| Classement général \| Classement général \| Classement général \| Classement général \| Classement général \| \| Coureur \| Coureur \| Pays \| Équipe \| Temps \| \| ------------------ \| -------------------- \| ------------------ \| ------------------ \| ------------------ \| \| 1re \| Megan Guarnier \| États-Unis \| Boels Dolmans \| 3 h 01 min 55 s \| \| 2e \| Amanda Spratt \| Australie \| Orica-AIS \| + 6 s \| \| 3e \| Valentina Scandolara \| Italie \| Orica-AIS \| + 14 s \| \| 4e \| Christine Majerus \| Luxembourg \| Boels Dolmans \| + 19 s \| \| 5e \| Shelley Olds \| États-Unis \| Alé Cipollini \| + 21 s \| \| 6e \| Emilia Fahlin \| Suède \| Suède \| + 21 s \| \| 7e \| Emma Johansson \| Suède \| Orica-AIS \| + 21 s \| \| 8e \| Charlotte Becker \| Allemagne \| Hitec Products \| + 21 s \| \| 9e \| Tatiana Guderzo \| Italie \| Hitec Products \| + 21 s \| \| 10e \| Amalie Dideriksen \| Danemark \| Boels Dolmans \| + 21 s \| |                      |            |                |                 |
| |                      |            |                |                 |
| Source : ProCyclingStats |                      |            |                |                 |
| Classement général |                      |            |                |                 |
| Coureur | Coureur              | Pays       | Équipe         | Temps           |
| 1re | Megan Guarnier       | États-Unis | Boels Dolmans  | 3 h 01 min 55 s |
| 2e | Amanda Spratt        | Australie  | Orica-AIS      | + 6 s           |
| 3e | Valentina Scandolara | Italie     | Orica-AIS      | + 14 s          |
| 4e | Christine Majerus    | Luxembourg | Boels Dolmans  | + 19 s          |
| 5e | Shelley Olds         | États-Unis | Alé Cipollini  | + 21 s          |
| 6e | Emilia Fahlin        | Suède      | Suède          | + 21 s          |
| 7e | Emma Johansson       | Suède      | Orica-AIS      | + 21 s          |
| 8e | Charlotte Becker     | Allemagne  | Hitec Products | + 21 s          |
| 9e | Tatiana Guderzo      | Italie     | Hitec Products | + 21 s          |
| 10e | Amalie Dideriksen    | Danemark   | Boels Dolmans  | + 21 s          |

### 2eétape
L'étape se conclut par un sprint massif remporté par Shelley Olds,.
| \| Classement de l'étape \| Classement de l'étape \| Classement de l'étape \| Classement de l'étape \| Classement de l'étape \| \| Coureur \| Coureur \| Pays \| Équipe \| Temps \| \| --------------------- \| --------------------- \| --------------------- \| --------------------- \| --------------------- \| \| 1re \| Shelley Olds \| États-Unis \| Alé Cipollini \| 2 h 54 min 16 s \| \| 2e \| Anna van der Breggen \| Pays-Bas \| Rabo Liv Women \| + 0 s \| \| 3e \| Emilie Moberg \| Norvège \| Hitec Products \| + 0 s \| \| 4e \| Emma Johansson \| Suède \| Orica-AIS \| + 0 s \| \| 5e \| Lizzie Williams \| Australie \| Orica-AIS \| + 0 s \| \| 6e \| Tatiana Guderzo \| Italie \| Hitec Products \| + 0 s \| \| 7e \| Sara Mustonen \| Suède \| Suède \| + 0 s \| \| 8e \| Megan Guarnier \| États-Unis \| Boels Dolmans \| + 0 s \| \| 9e \| Joëlle Numainville \| Canada \| Bigla \| + 0 s \| \| 10e \| Christine Majerus \| Luxembourg \| Boels Dolmans \| + 0 s \| |                      |            |                |                 |
| |                      |            |                |                 |
| Source : ProCyclingStats |                      |            |                |                 |
| Classement de l'étape |                      |            |                |                 |
| Coureur | Coureur              | Pays       | Équipe         | Temps           |
| 1re | Shelley Olds         | États-Unis | Alé Cipollini  | 2 h 54 min 16 s |
| 2e | Anna van der Breggen | Pays-Bas   | Rabo Liv Women | + 0 s           |
| 3e | Emilie Moberg        | Norvège    | Hitec Products | + 0 s           |
| 4e | Emma Johansson       | Suède      | Orica-AIS      | + 0 s           |
| 5e | Lizzie Williams      | Australie  | Orica-AIS      | + 0 s           |
| 6e | Tatiana Guderzo      | Italie     | Hitec Products | + 0 s           |
| 7e | Sara Mustonen        | Suède      | Suède          | + 0 s           |
| 8e | Megan Guarnier       | États-Unis | Boels Dolmans  | + 0 s           |
| 9e | Joëlle Numainville   | Canada     | Bigla          | + 0 s           |
| 10e | Christine Majerus    | Luxembourg | Boels Dolmans  | + 0 s           |

## Classements finals

### Classement général final
| \| Classement général \| Classement général \| Classement général \| Classement général \| Classement général \| \| Coureur \| Coureur \| Pays \| Équipe \| Temps \| \| ------------------ \| -------------------- \| ------------------ \| ------------------ \| ------------------ \| \| 1re \| Megan Guarnier \| États-Unis \| Boels Dolmans \| 5 h 56 min 11 s \| \| 2e \| Shelley Olds \| États-Unis \| Alé Cipollini \| + 5 s \| \| 3e \| Amanda Spratt \| Australie \| Orica-AIS \| + 6 s \| \| 4e \| Valentina Scandolara \| Italie \| Orica-AIS \| + 11 s \| \| 5e \| Anna van der Breggen \| Pays-Bas \| Rabo Liv Women \| + 15 s \| \| 6e \| Christine Majerus \| Luxembourg \| Boels Dolmans \| + 16 s \| \| 7e \| Emma Johansson \| Suède \| Orica-AIS \| + 21 s \| \| 8e \| Tatiana Guderzo \| Italie \| Hitec Products \| + 21 s \| \| 9e \| Lizzie Williams \| Australie \| Orica-AIS \| + 21 s \| \| 10e \| Charlotte Becker \| Allemagne \| Hitec Products \| + 21 s \| |                      |            |                |                 |
| |                      |            |                |                 |
| Source : ProCyclingStats |                      |            |                |                 |
| Classement général |                      |            |                |                 |
| Coureur | Coureur              | Pays       | Équipe         | Temps           |
| 1re | Megan Guarnier       | États-Unis | Boels Dolmans  | 5 h 56 min 11 s |
| 2e | Shelley Olds         | États-Unis | Alé Cipollini  | + 5 s           |
| 3e | Amanda Spratt        | Australie  | Orica-AIS      | + 6 s           |
| 4e | Valentina Scandolara | Italie     | Orica-AIS      | + 11 s          |
| 5e | Anna van der Breggen | Pays-Bas   | Rabo Liv Women | + 15 s          |
| 6e | Christine Majerus    | Luxembourg | Boels Dolmans  | + 16 s          |
| 7e | Emma Johansson       | Suède      | Orica-AIS      | + 21 s          |
| 8e | Tatiana Guderzo      | Italie     | Hitec Products | + 21 s          |
| 9e | Lizzie Williams      | Australie  | Orica-AIS      | + 21 s          |
| 10e | Charlotte Becker     | Allemagne  | Hitec Products | + 21 s          |

### Barème des points UCI
| Position,          | 1er | 2e | 3e | 4e | 5e | 6e | 7e | 8e | 9e | 10e |
| Classement général | 40  | 30 | 16 | 12 | 10 | 8  | 6  | 3  | 2  | 1   |
| Par étape          | 8   | 5  | 3  | 1  |    |    |    |    |    |     |
| Leader, par étape  | 2   |    |    |    |    |    |    |    |    |     |

### Classements annexes

#### Classement par points
| Classement par points | Classement par points | Classement par points | Classement par points | Classement par points |
| --------------------- | --------------------- | --------------------- | --------------------- | --------------------- |
|                       | Coureur               | Pays                  | Équipe                | Point(s)              |
| 1er                   | Shelley Olds          | États-Unis            | Alé Cipollini         | 20 points             |
| 2e                    | Valentina Scandolara  | Italie                | Orica-AIS             | 13 pts                |
| 3e                    | Megan Guarnier        | États-Unis            | Boels Dolmans         | 12 pts                |
| modifier              |                       |                       |                       |                       |

#### Classement de la montagne
| Classement de la montagne | Classement de la montagne | Classement de la montagne | Classement de la montagne | Classement de la montagne |
| ------------------------- | ------------------------- | ------------------------- | ------------------------- | ------------------------- |
|                           | Coureur                   | Pays                      | Équipe                    | Point(s)                  |
| 1er                       | Evelyn Stevens            | États-Unis                | Boels Dolmans             | 12 points                 |
| 2e                        | Megan Guarnier            | États-Unis                | Boels Dolmans             | 9 pts                     |
| 3e                        | Emma Johansson            | Suède                     | Orica-AIS                 | 4 pts                     |
| modifier                  |                           |                           |                           |                           |

#### Classement de la meilleure jeune
| Classement de la meilleure jeune | Classement de la meilleure jeune | Classement de la meilleure jeune | Classement de la meilleure jeune | Classement de la meilleure jeune |
|                                  | Coureur                          | Pays                             | Équipe                           | Temps                            |
| -------------------------------- | -------------------------------- | -------------------------------- | -------------------------------- | -------------------------------- |
| 1er                              | Amalie Dideriksen                | Danemark                         | Boels Dolmans                    | en 5 h 56 min 32 s               |
| 2e                               | Katarzyna Niewiadoma             | Pologne                          | Rabo Liv Women                   | +0 s                             |
| 3e                               | Maria Giulia Confalonieri        | Italie                           | Alé Cipollini                    | +2 min 54 s                      |
| modifier                         |                                  |                                  |                                  |                                  |

#### Classement de la meilleure équipe
| Classement de la meilleure équipe | Classement de la meilleure équipe | Classement de la meilleure équipe | Classement de la meilleure équipe | Classement de la meilleure équipe |
|                                   | Coureur                           | Pays                              | Équipe                            | Temps                             |
| --------------------------------- | --------------------------------- | --------------------------------- | --------------------------------- | --------------------------------- |
| 1er                               | Boels Dolmans                     | Pays-Bas                          | '                                 | en 17 h 49 min 28 s               |
| 2e                                | Orica-AIS                         | Australie                         |                                   | +1 s                              |
| 3e                                | Rabo Liv Women                    | Pays-Bas                          |                                   | +47 s                             |
| modifier                          |                                   |                                   |                                   |                                   |

## Évolution des classements
| Étape              | Vainqueur          | Classement général | Classement par points | Classement de la montagne | Classement de la meilleure jeune | Classement de la meilleure équipe |
| ------------------ | ------------------ | ------------------ | --------------------- | ------------------------- | -------------------------------- | --------------------------------- |
| 1                  | Megan Guarnier     | Megan Guarnier     | Megan Guarnier        | Megan Guarnier            | Amalie Dideriksen                | Boels Dolmans                     |
| 2                  | Shelley Olds       | Megan Guarnier     | Shelley Olds          | Evelyn Stevens            | Amalie Dideriksen                | Boels Dolmans                     |
| Classements finals | Classements finals | Megan Guarnier     | Shelley Olds          | Evelyn Stevens            | Amalie Dideriksen                | Boels Dolmans                     |

## Liste des participantes
Source.